# Liste der Kulturdenkmäler in Philippsthal (Werra)
Die folgende Liste enthält die in der Denkmaltopographie ausgewiesenen Kulturdenkmäler auf dem Gebiet  der Gemeinde Philippsthal, Landkreis Hersfeld-Rotenburg, Hessen.
Hinweis: Die Reihenfolge der Denkmäler in dieser Liste orientiert sich zunächst an Ortsteilen und anschließend der Anschrift, alternativ ist sie auch nach der Bezeichnung oder der Bauzeit sortierbar.
Kulturdenkmäler werden fortlaufend im Denkmalverzeichnis des Landes Hessen durch das Landesamt für Denkmalpflege Hessen auf Basis des Hessischen Denkmalschutzgesetzes (HDSchG) geführt. Die Schutzwürdigkeit eines Kulturdenkmals hängt nicht von der Eintragung in das Denkmalverzeichnis des Landes Hessen oder der Veröffentlichung in der Denkmaltopographie ab.

Das Vorhandensein oder Fehlen eines Objekts in dieser Liste ist keine rechtsverbindliche Auskunft darüber, ob es Kulturdenkmal ist oder nicht: Diese Liste entspricht möglicherweise nicht dem aktuellen Stand der offiziellen Denkmaltopographie. Diese ist für Hessen in den entsprechenden Bänden der Denkmaltopographie Bundesrepublik Deutschland und im Internet unter DenkXweb – Kulturdenkmäler in Hessen einsehbar. Auch diese Quellen sind, obwohl sie durch das Landesamt für Denkmalpflege Hessen aktualisiert werden, nicht immer aktuell, da es im Denkmalbestand immer wieder Änderungen gibt.
Eine verbindliche Auskunft erteilt allein das Landesamt für Denkmalpflege Hessen.
Nutze diese Kartenansicht, um Koordinaten in der Liste zu setzen. In dieser Kartenansicht sind Kulturdenkmale ohne Koordinaten mit einem roten bzw. orangen Marker dargestellt und können in der Karte gesetzt werden. Kulturdenkmale ohne Bild sind mit einem blauen bzw. roten Marker gekennzeichnet, Kulturdenkmale mit Bild mit einem grünen bzw. orangen Marker.

## Kulturdenkmale nach Ortsteilen

### Gethsemane
| Bild            | Bezeichnung                                                          | Lage                                                               | Beschreibung | Bauzeit               | Daten |
| --------------- | -------------------------------------------------------------------- | ------------------------------------------------------------------ | ------------ | --------------------- | ----- |
| Bild gesucht BW | Haupthaus einer Hofanlage Brunnenstraße 5                            | Gethsemane, Brunnenstraße 5 LageFlur: 2, Flurstück: 97/48          |              | Mitte 19. Jahrhundert |       |
| Bild gesucht BW | Evangelische Kirche und ehemalige Schule                             | Gethsemane, Götzmannstraße 16 und 18 LageFlur: 2, Flurstück: 97/48 |              |                       |       |
| Bild gesucht BW | Umfassungsmauer des Friedhofs der ehemaligen hugenottischen Gemeinde | Gethsemane, Götzmannstraße o.N. LageFlur: 2, Flurstück: 18         |              | 1710                  |       |

### Harnrode
| Bild            | Bezeichnung                              | Lage                                                  | Beschreibung | Bauzeit         | Daten |
| --------------- | ---------------------------------------- | ----------------------------------------------------- | ------------ | --------------- | ----- |
| Bild gesucht BW | Hofanlage Burgholzstraße 2               | Harnrode, Burgholzstraße 2 LageFlur: 1, Flurstück: 47 |              | 1836            |       |
| Bild gesucht BW | Horeite Burgholzstraße 5                 | Harnrode, Burgholzstraße 5 LageFlur: 1, Flurstück: 23 |              |                 |       |
| Bild gesucht BW | Fachwerkhaus Burgholzstraße 6            | Harnrode, Burgholzstraße 6 LageFlur: 1, Flurstück: 45 |              | um 1900         |       |
| Bild gesucht BW | Wohnhaus Scheuergasse 3                  | Harnrode, Scheuergasse 3 LageFlur: 1, Flurstück: 54   |              | um 1800         |       |
| Bild gesucht BW | Hofanlage Scheuergasse 4                 | Harnrode, Scheuergasse 4 LageFlur: 1, Flurstück: 58/1 |              | 18. Jahrhundert |       |
| Bild gesucht BW | Fachwerkhaus Schwarze Gasse 1            | Harnrode, Schwarze Gasse 1 LageFlur: 1, Flurstück: 49 |              |                 |       |
| Bild gesucht BW | Dreiseithof Werrastraße 10               | Harnrode, Werrastraße 10 LageFlur: 1, Flurstück: 66/2 |              | 1880            |       |
| Bild gesucht BW | Haupthaus einer Hofanlage Werrastraße 12 | Harnrode, Werrastraße 12 LageFlur: 1, Flurstück: 64/1 |              |                 |       |
| Bild gesucht BW | Hakenhof Werrastraße 18                  | Harnrode, Werrastraße 18 LageFlur: 1, Flurstück: 60/2 |              |                 |       |
| Bild gesucht BW | Wasserkraftwerk                          | Harnrode LageFlur: 2, Flurstück: 128                  |              | 1902            |       |

### Heimboldshausen
| Bild            | Bezeichnung                                   | Lage                                                                | Beschreibung                                                                                        | Bauzeit                       | Daten |
| --------------- | --------------------------------------------- | ------------------------------------------------------------------- | --------------------------------------------------------------------------------------------------- | ----------------------------- | ----- |
| Bild gesucht BW | Fachwerkhaus Am Lehngarten 2                  | Heimboldshausen, Am Lehngarten 2 LageFlur: 5, Flurstück: 32/2       | |                               |       |
| Bild gesucht BW | Wohnhaus Am Lehngarten 4                      | Heimboldshausen, Am Lehngarten 4 LageFlur: 5, Flurstück: 31/1       | | Erste Hälfte 19. Jahrhundert  |       |
| Bild gesucht BW | Hakenhof Am Lehngarten 10                     | Heimboldshausen, Am Lehngarten 10 LageFlur: 5, Flurstück: 25/2      | | 1886                          |       |
| Bild gesucht BW | Fachwerkhaus Eisenacher Straße 4              | Heimboldshausen, Eisenacher Straße 4 LageFlur: 6, Flurstück: 83/3   | | nach 1820                     |       |
| Bild gesucht BW | Traufenhaus Friedewalder Straße 2             | Heimboldshausen, Friedewalder Straße 2 LageFlur: 6, Flurstück: 42/7 | | Zweite Hälfte 19. Jahrhundert |       |
| Bild gesucht BW | Fachwerkhaus Heringer Straße 8                | Heimboldshausen, Heringer Straße 8 LageFlur: 6, Flurstück: 44/3     | | 1750                          |       |
| Bild gesucht BW | Evangelische Kirche                           | Heimboldshausen, Heringer Straße 5 LageFlur: 6, Flurstück: 39/4     | | um 1300                       |       |
| Bild gesucht BW | Mauerreste der Umfassung der ehemaligen Mühle | Heimboldshausen, Mühlweg 5 LageFlur: 6, Flurstück: 24/4             | Die um 1700 erbaute Mühle wurde 1970 abgerissen. Erhalten ist nur noch ein Teil der Umfassungsmauer |                               |       |

### Philippsthal
| Bild                               | Bezeichnung                                   | Lage                                                                       | Beschreibung                                                             | Bauzeit                      | Daten |
| ---------------------------------- | --------------------------------------------- | -------------------------------------------------------------------------- | ------------------------------------------------------------------------ | ---------------------------- | ----- |
| Bild gesucht BW                    | Gesamtanlage Hattorfer Platz und Wiesenstraße | Philippsthal Lage                                                          |                                                                          | 1926–1928                    |       |
| Bild gesucht BW                    | Gesamtanlage Mühlstraße                       | Philippsthal Lage                                                          |                                                                          | um 1800                      |       |
| Bild gesucht BW                    | Gesamtanlage Weidenhainer Straße              | Philippsthal Lage                                                          |                                                                          | ab 1847                      |       |
| Gefallenendenkmal Erster Weltkrieg | Gefallenendenkmal Erster Weltkrieg            | Philippsthal, Brückenstraße LageFlur: 12, Flurstück: 95/1                  |                                                                          |                              |       |
| Ehemaliger Friedhof                | Ehemaliger Friedhof                           | Philippsthal, Brückenstraße LageFlur: 12, Flurstück: 98/7                  | Von 1810 bis 1899 Grablage von sieben Landgrafen von Hessen-Philippsthal |                              |       |
| weitere Bilder                     | Fachwerkwohnhaus Jakobsberg 2                 | Philippsthal, Jakobsberg 2 LageFlur: 13, Flurstück: 53/2                   |                                                                          | 1693                         |       |
| weitere Bilder                     | Fachwerkwohnhaus Lindenplatz 1                | Philippsthal, Lindenplatz 1 LageFlur: 13, Flurstück: 49/4                  |                                                                          | Mitte 18. Jahrhundert        |       |
| Bild gesucht BW                    | Dreiseithof Marktplatz 2                      | Philippsthal, Marktplatz 2 LageFlur: 14, Flurstück: 23/1                   |                                                                          | 1819                         |       |
| Wohnhaus Marktplatz 6              | Wohnhaus Marktplatz 6                         | Philippsthal, Marktplatz 6 LageFlur: 14, Flurstück: 26                     |                                                                          | Erste Hälfte 18. Jahrhundert |       |
| weitere Bilder                     | Wohnhaus Mühlstraße 2                         | Philippsthal, Mühlstraße 2 LageFlur: 14, Flurstück: 28/4                   |                                                                          | 1775                         |       |
| weitere Bilder                     | Sogenanntes Fürstenhaus                       | Philippsthal, Mühlstraße 16 LageFlur: 14, Flurstück: 36/1                  |                                                                          |                              |       |
| weitere Bilder                     | Hofanlage Mühlstraße 22                       | Philippsthal, Mühlstraße 22 LageFlur: 14, Flurstück: 44                    |                                                                          | 1820                         |       |
| weitere Bilder                     | Ehemaliges Pfarramt                           | Philippsthal, Mühlstraße 24 LageFlur: 14, Flurstück: 46/1                  |                                                                          | 1800                         |       |
| weitere Bilder                     | Hofanlage Mühlstraße 26                       | Philippsthal, Mühlstraße 26 LageFlur: 14, Flurstück: 47/1                  |                                                                          | 1803                         |       |
| weitere Bilder                     | Rathaus                                       | Philippsthal, Rathausstraße 7 LageFlur: 12, Flurstück: 63                  |                                                                          | 1903                         |       |
| Bild gesucht BW                    | Kindergarten                                  | Philippsthal, Rathausstraße 15 LageFlur: 13, Flurstück: 68/1               |                                                                          | 1903                         |       |
| Traufenhaus Rathausstraße 17       | Traufenhaus Rathausstraße 17                  | Philippsthal, Rathausstraße 17 LageFlur: 13, Flurstück: 126/68             |                                                                          | 1807                         |       |
| weitere Bilder                     | Evangelische Pfarrkirche                      | Philippsthal, Schlossstraße LageFlur: 15, Flurstück: Diverse               |                                                                          | um 1191                      |       |
| Bild gesucht BW                    | Schloss Philippsthal                          | Philippsthal, Schlossstraße LageFlur: 15, Flurstück: Diverse               |                                                                          | nach 1685                    |       |
| Bild gesucht BW                    | Gartenpavillon                                | Philippsthal, Schöne Aussicht LageFlur: 12, Flurstück: 33/2                |                                                                          | nach 1900                    |       |
| Villa Thalhäuser Weg 2/4           | Villa Thalhäuser Weg 2/4                      | Philippsthal, Thalhäuser Weg 2/4 LageFlur: 6, Flurstück: 25/10             |                                                                          | 1892                         |       |
| Bild gesucht BW                    | Fachwerkhäuser Tiefenkeller 6 und 10          | Philippsthal, Tiefenkeller 6 und 10 LageFlur: 16, Flurstück: 94/1 und 89/1 |                                                                          | 1819                         |       |
| Bild gesucht BW                    | Rähmbau Tiefenkeller 9                        | Philippsthal, Tiefenkeller 9 LageFlur: 17, Flurstück: 46/2                 |                                                                          | Erste Hälfte 18. Jahrhundert |       |
| Bild gesucht BW                    | Wasser-Kraftwerk                              | Philippsthal LageFlur: 7, Flurstück: 1 und 106                             |                                                                          | 1908                         |       |
| Bild gesucht BW                    | Villa Weidenhain 5                            | Philippsthal, Weidenhain 5 LageFlur: 5, Flurstück: 19/1                    |                                                                          | 1927                         |       |
| Bild gesucht BW                    | Hof Thalhausen                                | Philippsthal, Ortsteil Thalhausen LageFlur: 2, Flurstück: 88/1             |                                                                          | Erste Hälfte 18. Jahrhundert |       |
| Bild gesucht BW                    | Brunnenkump                                   | Philippsthal, Ortsteil Thalhausen LageFlur: 2, Flurstück: 56/1             | Sechskanttrog                                                            | Spätes 18. Jahrhundert       |       |

### Röhrigshof
| Bild            | Bezeichnung                                   | Lage                                                                                    | Beschreibung                                                        | Bauzeit               | Daten |
| --------------- | --------------------------------------------- | --------------------------------------------------------------------------------------- | ------------------------------------------------------------------- | --------------------- | ----- |
| Bild gesucht BW | Hof Nippe – Felsenkeller                      | Röhrigshof, Ransbacher Straße o.N. (heute: Nipper Straße) LageFlur: 1, Flurstück: 2/2   | Felsenkeller auf der unbebauten Straßenseite gegenüber dem Gutshaus | 1839                  |       |
| Bild gesucht BW | Hof Nippe – ehemaliges Gutshaus               | Röhrigshof, Ransbacher Straße 11 (heute: Nipper Straße 19) LageFlur: 1, Flurstück: 16/5 |                                                                     | nach 1800             |       |
| Bild gesucht BW | Hof Nippe – Hakenhof                          | Röhrigshof, Ransbacher Straße 13 (heute: Nipper Straße 21) LageFlur: 1, Flurstück: 16/8 |                                                                     | Mitte 19. Jahrhundert |       |
| Bild gesucht BW | Eichmühle                                     | Röhrigshof, Hattorfer Straße 2 LageFlur: 1, Flurstück: 26                               |                                                                     | 1736                  |       |
| Bild gesucht BW | Wohnhaus Hattorfer Straße 3                   | Röhrigshof, Hattorfer Straße 3 LageFlur: 2, Flurstück: 2                                |                                                                     | 1736                  |       |
| Bild gesucht BW | Wohnhaus Hattorfer Straße 19                  | Röhrigshof, Hattorfer Straße 19 LageFlur: 2, Flurstück: 9                               |                                                                     | 1910                  |       |
| Bild gesucht BW | Hofanlage Hattorfer Straße 39                 | Röhrigshof, Hattorfer Straße 39 LageFlur: 3, Flurstück: 7/8                             |                                                                     | 1768                  |       |
| Bild gesucht BW | Rähmbau Hattorfer Straße 41                   | Röhrigshof, Hattorfer Straße 41 LageFlur: 3, Flurstück: 9                               |                                                                     | 1839                  |       |
| Bild gesucht BW | Haupthaus einer Hofanlage Hattorfer Straße 48 | Röhrigshof, Hattorfer Straße 48 LageFlur: 2, Flurstück: 25                              |                                                                     | Mitte 19. Jahrhundert |       |

### Unterneurode
| Bild            | Bezeichnung                                 | Lage                                                           | Beschreibung | Bauzeit                       | Daten |
| --------------- | ------------------------------------------- | -------------------------------------------------------------- | ------------ | ----------------------------- | ----- |
| Bild gesucht BW | Vierseithof Bornweg 5                       | Unterneurode, Bornweg 5 LageFlur: 4, Flurstück: 29/2           |              | 19. Jahrhundert               |       |
| Bild gesucht BW | Ehemalige Mühle                             | Unterneurode, Bundesstraße 1 LageFlur: 1, Flurstück: 13/1      |              | 1816                          |       |
| Bild gesucht BW | Wohnhaus Dreienbergstraße 11                | Unterneurode, Dreienbergstraße 11 LageFlur: 1, Flurstück: 35/1 |              | Zweite Hälfte 18. Jahrhundert |       |
| Bild gesucht BW | Ernhaus Dreienbergstraße 15                 | Unterneurode, Dreienbergstraße 15 LageFlur: 1, Flurstück: 42/1 |              | 19. Jahrhundert               |       |
| Bild gesucht BW | Wohn-Wirtschaftsgebäude Dreienbergstraße 17 | Unterneurode, Dreienbergstraße 17 LageFlur: 1, Flurstück: 43/1 |              | um 1800                       |       |
| Bild gesucht BW | Rähmbau Dreienbergstraße 21                 | Unterneurode, Dreienbergstraße 21 LageFlur: 1, Flurstück: 50/5 |              | Mitt 18. Jahrhundert          |       |
| Bild gesucht BW | Fachwerkhaus Steilstraße 2                  | Unterneurode, Steilstraße 2 LageFlur: 1, Flurstück: 34/1       |              | Spätes 18. Jahrhundert        |       |
| Bild gesucht BW | Wohnwirtschaftsgebäude Steilstraße 6        | Unterneurode, Steilstraße 6 LageFlur: 1, Flurstück: 26/3       |              | um 1800                       |       |

## Ehemalige Kulturdenkmäler
| Bild                                    | Bezeichnung                   | Lage                                                            | Beschreibung                                                     | Bauzeit         | Daten |
| --------------------------------------- | ----------------------------- | --------------------------------------------------------------- | ---------------------------------------------------------------- | --------------- | ----- |
| Direkt Bild zu diesem Denkmal hochladen | Ernhaus Friedewalder Straße 8 | Heimboldshausen, Friedewalder Straße 8 Flur: 6, Flurstück: 51/4 | Gebäude wurde 1996 nach Kirchheim transloziert (Im Wiesental 19) | 19. Jahrhundert |       |